# Большой Нью-Йорк
Большой Нью-Йорк (англ. The City of Greater New York) — термин, применяемый многими политиками и историками для описания расширения города Нью-Йорка 1 января 1898 года, когда к собственно Нью-Йорку был присоединён Бруклин, запад округа Куинс и остров Статен-Айленд. Часть Бронкса к западу от реки Бронкс была присоединена ещё ранее, в 1874 году. Остальной Бронкс был присоединён к городу в 1895 году.

### Статьи
- Bird S. Coler. The Government of Greater New York (англ.) // The North American Review. — University of Northern Iowa, 1899. — Vol. 169, iss. 512. — P. 90-100.